# Красный Яр (Новолялинский городской округ)
Красный Яр — посёлок в Новолялинском городском округе Свердловской области России, входит в состав Коптяковской территории. Один из самых северных населённых пунктов Среднего Урала.

## География
Красный Яр расположен в труднодоступной таёжной и гористой местности на высоком правом берегу реки Лобвы, в 34 километрах на северо-северо-запад от города Новой Ляли (по шоссе — в 39 километрах) и в нескольких километрах от посёлка Лобва.
Красный Яр входит в состав Новолялинского городского округа как муниципального образования и Новолялинского района как административно-территориальной единицы. До 1 октября 2017 года посёлок также входил в состав Коптяковского сельсовета — административно-территориальной единицы третьего уровня в составе района.

## История
Посёлок был основан в 1930-х годах, путём своза в глухую тайгу ссыльных зажиточных крестьян (кулаков). Развитие посёлка в эти годы протекало очень бурно, ведь нужно было строить жильё, разрабатывать землю.

## Население
| 2002 | 2010 | 2021 |
| ---- | ---- | ---- |
| 165  | ↘124 | ↘47  |

## Инфраструктура
В Красном Яре работают сельский дом культуры, фельдшерский пункт и продуктовый магазин. В посёлке отсутствует школа, поэтому детей из посёлка Красный Яр и села Коптяки возят в соседнее село Лопаево, где работает общеобразовательная школа. Связь с ближайшим крупным населённым пунктом — посёлком Лобва — осуществляется пригородным маршрутным такси,  следующим до посёлка Шайтанка 3 раза в неделю.
9 мая 2010 года в Красном Яре был открыт памятник участникам и героям Великой Отечественной войны.

## Промышленность
- ИП Гусельников А. И. (производство изделий из пластмассы);
- Автосервис и автозаправка «Сиблюкс»;
- Автосервис «Аккомулякорный рай»;
- «Шиномонтажная мастерская».